# HABスーパーJチャンネル
『HABスーパーJチャンネル』（エイチエービースーパージェイチャンネル）は、北陸朝日放送で生放送されていた夕方のローカルワイドニュース番組（『スーパーJチャンネル』の石川県ローカル版）。2007年9月28日までローカル部分はハイビジョン制作は実施されていなかったが、2007年10月1日からハイビジョン制作になった。
2019年4月1日から2021年3月26日まで『HABスーパーJチャンネル ゆうどきLive』に改題し、同日開始の夕方ワイド番組『ギュッ!と石川 ゆうどきLive』の内包番組となっていた（編成上は別番組扱い、本番組の同番組への内包番組時代についての詳細は同項も参照）。

## 概要・歴史
- 2021年3月25日まで月曜 - 木曜のローカル枠は（16時台・）17時台（同日時点では17:33 - 17:50）のみとなっており、18時台（ANNゾーン以降）は全て東京発の『スーパーJチャンネル』となっていた。2021年時点で18時台の関東ローカル枠をそのままネット[1]していたのはANN系列では北陸朝日放送のみ（4大系列全局でも同様）であり、2013年3月29日までは全曜日で同様（2011年4月8日から金曜18時台後半は月1回ローカル）の格好となっていた。重大事件発生時など17時台が臨時に全て東京発になる場合は18時台にローカル枠を放送する編成形態をとっていたが、ローカル枠を休止し東京版をフルネットする場合もあった。

- 放送開始当初は月曜 - 木曜のローカル枠は16:55 - 17:05・17:40 - 17:54に放送しており、当初は18時台にも5分程度県内ニュースと天気予報を伝えていた。先述のように17時台が全て東京発となる場合はANNゾーン明けがローカル枠となっていた。この場合、実質ローカル枠の拡充になっており、初期は18:30からでその後全国枠の編成変更で18:19からになった。この時、キャスターは通常は1人なのに対し2人となることが多かった。

- 基本的にテーマ曲はテレビ朝日『スーパーJチャンネル』と同じだが、1998年10月5日 - 1999年4月2日と2014年3月31日 - 2016年3月24日のローカルニュースオープニング曲は別の曲を使っていた。

- 2002年10月から1年間、突発的な大事件が発生した際（北朝鮮拉致問題など）・北陸朝日放送が18時台にローカルニュースなどを放送する場合（「高校野球石川大会」開催時、『石川ふるさとCM大賞』など）は16:55からテレビ朝日のオープニングと当時の全国ニューステーマ曲の「starneon」（小松亮太・鳥山雄司）がそのまま放送されていた。

- 2004年6月頃、17:00からの全国ニュース枠を6分早め16:54からに変更。当時のテーマ曲「stargazer」（松谷卓）がオープニングから放送されていた。テレビ朝日が16:53に繰り上げた際は、従来通り16:54からだった。

- 2013年4月1日より石川県内の全ての民放局で17時台は東京発ニュースの同時ネットとなった。同年4月5日からは、金曜日のタイトルを『HAB週刊Jチャンネル』に変更し、ANNゾーン明けの18:15以降もローカル枠を放送し、放送終了時刻も金曜のみ18:53に変更された。

- 2015年3月30日から月曜 - 金曜の放送開始時刻を16:50に変更。これによりローカル枠は月曜 - 木曜では17:36 - 17:53のみとなったが、同年9月28日から放送開始時刻が16:48に変更された。

- 2016年3月28日から放送開始時刻を16:45に変更。同年4月1日から金曜日のタイトルが『HABスーパーJチャンネル』に戻った。

- 2019年4月1日から『HABスーパーJチャンネル ゆうどきLive』に改題し、同日開始の夕方ワイド番組『ギュッ!と石川 ゆうどきLive』の内包番組となった（EPGなど編成上は別番組扱い）。

- 2020年3月30日から放送開始時刻を16:40（ローカル枠は17:33）に変更し、さらに金曜の放送終了時刻も18:55に変更。同年10月5日からテレビ朝日の19時台番組が18:45開始となったことに伴い、本番組の放送終了時刻も18:45（金曜は18:40）に変更された。

- 2021年3月29日からローカル枠を18:15開始に変更。『ゆうどきLive』から分離され、タイトルも『HABスーパーJチャンネル』に戻る。この改編に伴い、同年3月25日をもって『スーパーJチャンネル』18時台の関東ローカル枠のネットは終了となった。

- 2023年4月3日より夕方ワイド番組『ふむふむ』[2]を放送するため、本番組は同年3月31日をもって終了となった。

## 放送時間
| 期間      | 期間      | 月曜 - 木曜             | 金曜                    |
| --------- | --------- | ----------------------- | ----------------------- |
| 1998.10.5 | 2000.9.29 | 16:55 - 19:00 （125分） | 16:55 - 19:00 （125分） |
| 2000.10.2 | 2002.3.29 | 16:50 - 19:00 （130分） | 16:55 - 19:00 （125分） |
| 2002.4.1  | 2013.3.29 | 16:50 - 19:00 （130分） | 16:50 - 19:00 （130分） |
| 2013.4.1  | 2015.9.25 | 16:50 - 19:00 （130分） | 16:50 - 18:53 （123分） |
| 2015.9.28 | 2016.4.1  | 16:48 - 19:00 （132分） | 16:48 - 18:53 （125分） |
| 2016.4.4  | 2019.3.29 | 16:45 - 19:00 （135分） | 16:45 - 18:53 （128分） |
| 2019.4.1  | 2020.3.27 | 16:50 - 19:00 （130分） | 16:50 - 18:53 （123分） |
| 2020.4.1  | 2020.10.2 | 16:40 - 19:00 （140分） | 16:40 - 18:55 （135分） |
| 2020.10.5 | 2021.10.1 | 16:40 - 18:45 （125分） | 16:40 - 18:40 （120分） |
| 2021.10.4 | 2023.3.31 | 16:45 - 19:00 （135分） | 16:45 - 18:45 （120分） |

- 2016年4月 - 2019年3月は月曜 - 金曜通しで双方とも番組本編開始前に30秒のカウキャッチャーが有るため、番組本編開始は表記時刻の30秒後から始まる。

### ローカルパート
2011年度以降のものを記載。
| 期間      | 期間      | 放送時間                                 | 放送時間              | 放送時間                                                     |
| 期間      | 期間      | 16時台                                   | 17時台                | 18時台                                                       |
| --------- | --------- | ---------------------------------------- | --------------------- | ------------------------------------------------------------ |
| 2011.4.4  | 2013.3.29 | 16:50 - 16:54（4分）                     | 17:36 - 17:54（18分） | （放送なし）                                                 |
| 2013.4.1  | 2013.9.27 | 16:50 - 16:54（4分）                     | 17:36 - 17:54（18分） | 金曜 18:15 - 18:53（38分）                                   |
| 2013.9.30 | 2015.2.27 | 16:50 - 16:53（3分）                     | 17:36 - 17:54（18分） | 金曜 18:15 - 18:53（38分）                                   |
| 2015.3.2  | 2015.3.27 | 16:50 - 16:53（3分）                     | 17:36 - 17:53（17分） | 金曜 18:15 - 18:53（38分）                                   |
| 2015.3.30 | 2015.9.25 | （放送なし）                             | 17:36 - 17:53（17分） | 金曜 18:15 - 18:53（38分）                                   |
| 2015.9.28 | 2016.4.1  | 16:48 - 16:50（2分）                     | 17:36 - 17:53（17分） | 金曜 18:15 - 18:53（38分）                                   |
| 2016.4.4  | 2019.3.29 | 16:45 - 16:50（5分）                     | 17:36 - 17:53（17分） | 金曜 18:15 - 18:53（38分）                                   |
| 2019.4.1  | 2020.3.27 | （『ギュッ!と石川 ゆうどきLive』を放送） | 17:36 - 17:53（17分） | 金曜 18:15 - 18:53（38分）                                   |
| 2020.3.30 | 2020.9.25 | （『ギュッ!と石川 ゆうどきLive』を放送） | 17:33 - 17:50（17分） | 金曜 18:15 - 18:55（40分）                                   |
| 2020.9.28 | 2021.3.26 | （『ギュッ!と石川 ゆうどきLive』を放送） | 17:33 - 17:50（17分） | 金曜 18:15 - 18:40（25分）                                   |
| 2021.3.29 | 2021.10.1 | （『ギュッ!と石川 ゆうどきLive』を放送） | （放送なし）          | 月曜 - 木曜 18:15 - 18:45（30分） 金曜 18:15 - 18:40（25分） |
| 2021.10.4 | 2023.3.31 | （『ギュッ!と石川 ゆうどきLive』を放送） | （放送なし）          | 月曜 - 木曜 18:15 - 19:00（45分） 金曜 18:15 - 18:45（30分） |

## 出演者
○は出演時点で北陸朝日放送アナウンサー。
| 期間      | 期間       | キャスター                    | キャスター                    | キャスター                    | キャスター                    | キャスター                    | 天気     | 熱スポ                                   |
| 期間      | 期間       | 月曜                          | 火曜                          | 水曜                          | 木曜                          | 金曜                          | 天気     | 熱スポ                                   |
| --------- | ---------- | ----------------------------- | ----------------------------- | ----------------------------- | ----------------------------- | ----------------------------- | -------- | ---------------------------------------- |
| 1998.10.5 | 2000.3.31  | 牧野慎二○                     | 牧野慎二○                     | 牧野慎二○                     | 岡本あき子○                   | （不在）                      | （不在） | （不在）                                 |
| 2000.4.3  | 2002.3.29  | 牧野慎二○                     | 牧野慎二○                     | 牧野慎二○                     | 杉本栄美○                     | （不在）                      | （不在） | （不在）                                 |
| 2002.4.1  | 2004.8.27  | 牧野慎二○                     | 牧野慎二○                     | 牧野慎二○                     | 塚本くみ子○ 飯塚敏文○         | （不在）                      | （不在） | （不在）                                 |
| 2004.8.30 | 2011.4.1   | 金子美奈○                     | 金子美奈○                     | 金子美奈○                     | 牧野慎二○                     | （不在）                      | （不在） | （不在）                                 |
| 2011.4.4  | 2012.9.28  | 金子美奈○                     | 金子美奈○                     | 上野雅美○                     | 上野雅美○                     | 上野雅美○                     | （不在） | （不在）                                 |
| 2012.10.1 | 2013.5.31  | 金子美奈○ 橋本和芳○ 恩田琴江○ | 金子美奈○ 橋本和芳○ 恩田琴江○ | 上野雅美○ 橋本和芳○ 恩田琴江○ | 上野雅美○ 橋本和芳○ 恩田琴江○ | 上野雅美○ 橋本和芳○ 恩田琴江○ | （不在） | （不在）                                 |
| 2013.6.3  | 2014.3.28  | 上野雅美○ 橋本和芳○ 恩田琴江○ | 上野雅美○ 橋本和芳○ 恩田琴江○ | 上野雅美○ 橋本和芳○ 恩田琴江○ | 上野雅美○ 橋本和芳○ 恩田琴江○ | 上野雅美○ 橋本和芳○ 恩田琴江○ | （不在） | （不在）                                 |
| 2014.3.31 | 2016.3.25  | 牧野慎二○ 恩田琴江○           | 牧野慎二○ 恩田琴江○           | 上野雅美○ 恩田琴江○           | 上野雅美○ 恩田琴江○           | 上野雅美○ 橋本和芳○ 恩田琴江○ | （不在） | （不在）                                 |
| 2016.3.28 | 2016.12.27 | 金子美奈○ 恩田琴江○           | 金子美奈○ 恩田琴江○           | 金子美奈○ 恩田琴江○           | 金子美奈○ 恩田琴江○           | 金子美奈○ 恩田琴江○           | （不在） | 関陽樹○                                  |
| 2017.1.4  | 2017.3.31  | 下田武史○ 森重有里彩○         | 下田武史○ 森重有里彩○         | 下田武史○ 恩田琴江○           | 下田武史○ 恩田琴江○           | 下田武史○ 恩田琴江○           | （不在） | 関陽樹○                                  |
| 2017.4.3  | 2018.3.30  | 下田武史○ 森重有里彩○         | 下田武史○ 森重有里彩○         | 下田武史○ 恩田琴江○           | 下田武史○ 恩田琴江○           | 下田武史○ 恩田琴江○           | （不在） | 森重有里彩○                              |
| 2018.4.2  | 2019.3.29  | 下田武史○ 森重有里彩○         | 下田武史○ 森重有里彩○         | 下田武史○ 恩田琴江○           | 下田武史○ 恩田琴江○           | 下田武史○ 恩田琴江○           | （不在） | 吉川圭一○                                |
| 2019.4.1  | 2020.3.27  | 森重有里彩○                   | 恩田琴江○                     | 下田武史○                     | 吉川圭一○                     | 吉川圭一○ 恩田琴江○           | （不在） | （『ギュッ!と石川 ゆうどきLive』で放送） |
| 2020.3.30 | 2021.3.26  | 下田武史○                     | 下田武史○                     | 下田武史○                     | 下田武史○                     | 下田武史○                     | 村上公平 | （『ギュッ!と石川 ゆうどきLive』で放送） |
| 2021.3.29 | 2022.4.1   | 吉川圭一○ 久保亜希子○         | 吉川圭一○ 久保亜希子○         | 吉川圭一○ 久保亜希子○         | 吉川圭一○ 上野雅美○           | 吉川圭一○ 上野雅美○           | 村上公平 | （『ギュッ!と石川 ゆうどきLive』で放送） |
| 2022.4.4  | 2022.12.22 | 下田武史○ 久保亜希子○         | 下田武史○ 久保亜希子○         | 下田武史○ 久保亜希子○         | 下田武史○ 上野雅美○           | 城所海司○ 上野雅美○           | 長村真里 | （『ギュッ!と石川 ゆうどきLive』で放送） |
| 2023.1.4  | 2023.3.31  | 下田武史○ 上野雅美○           | 下田武史○ 上野雅美○           | 下田武史○ 上野雅美○           | 下田武史○ 上野雅美○           | 城所海司○ 上野雅美○           | 長村真里 | （『ギュッ!と石川 ゆうどきLive』で放送） |

## 主なコーナー

### 現在
- 長村真里のそらさんぽ（天気予報）
- ニュース特集
- Newsトレタテ（ニュースフラッシュ）
- Jの追跡（テレビ朝日で放送される特集）
- スポーツコーナー（月曜）
- 視聴者からの写真・動画を紹介

### 過去
- いしかわのみんなでソラをライブ
  - 2012年10月1日 ‐ 2019年3月29日、参加可能時間は15:00 - 19:00で、番組ローカル枠内で随時結果を伝える。この企画は朝の情報番組『グッド!モーニング』で行われている「みんなでソラをライブ」の北陸版（富山・福井も参加可能）に当たる。
- HABひと物語
  - 2011年4月 ‐ 2013年3月に金曜18時台後半で放送されていた月1回のドキュメンタリー企画。2013年4月以降は祝日などで不定期に放送している。
- ほくりく人間力
- 情熱半島Noto
- かるナビ
- 天気予報
- 熱スポ
  - 2016年4月 ‐ 2019年3月に金曜18時台で放送されたスポーツコーナー。2019年4月以降は『ギュッ!と石川 ゆうどきLive』月曜に放送。
- マスクにゃんニュース（2020年3月 - 9月、金曜18時台、2020年10月以降も不定期で放送していた）
- 金曜ジャーナル（2016年4月 - 2021年3月、金曜18時台に放送）
- 木曜フォーカス
- ハナウタ
- 村上公平の空のコンシェルジュ（天気予報）
- まいにち旬スイーツ（2021年10月 ‐ 2022年12月）

## 金曜版

### 金曜版概要
金曜 16:50 - 17:54（2002年3月29日まで16:55 - 19:00）に放送。ニュース中心の他曜日とは違い、生活情報中心に放送した。
1998年10月9日に『HABスーパーJチャンネル金曜版』としてスタートし、2010年4月2日から『金曜Ban』として放送。
初代司会者は金子美奈・飯塚敏文。中継リポーター・スタジオリポーターは頼田久美子・杉本栄美・塚本くみ子。ニュースキャスターは全期間に渡り牧野慎二が担当していた。
2004年9月、金子の平日ニュース担当と飯塚の退社に伴い、司会は牧野慎二・塚本くみ子に交代。
2010年4月2日から塚本くみ子・橋本和芳が司会を担当。塚本の異動に伴い、2010年7月から上野雅美に交代。
2010年10月8日から2011年3月25日の最終回までは牧野慎二・上野雅美が司会を担当。橋本和芳がリポーター担当となる。
2000年3月31日までは17時台前半に全国ニュースを12分程放送していた。2000年4月7日からは番組開始時間から17:54まで自社制作で放送していた。高校野球石川大会中継期間は16:54 ‐ 18:17まで全国ニュース、18:17 ‐ 19:00をローカルニュースなどで対応した。
2011年4月2日からは土曜朝の自社制作番組『土曜はドキドキ』（2016年3月26日終了）に生活情報を移動させたため、2011年3月25日を以って終了した。

### 金曜版最終時点の出演者
- 牧野慎二（司会）
- 橋本和芳（リポーター）
- 上野雅美（司会）

ご意見番
- 御供田幸子（『金曜Ban』）
- 浪花千秋（同上）

## イベント
- 「スーパーJチャンネルファンのつどい」（北陸朝日放送主催、2007年1月20日、金沢市文化ホール）